# (1851) Lacroute
(1851) Lacroute – planetoida z pasa głównego asteroid okrążająca Słońce w ciągu 5,47 lat w średniej odległości 3,1 j.a. Została odkryta 9 listopada 1950 roku w Algiers Observatory w Algierze przez Louisa Boyera. Nazwa planetoidy pochodzi od francuskiego astronoma Pierre’a Lacroute’a.